# Tony Sharpe
Pour les articles homonymes, voir Sharpe.
Anthony « Tony » Sharpe  (né le 28 juin 1961 à Kingston en Jamaïque) est un athlète canadien spécialiste du 100 m et du relais de 4 fois la même distance. Il a été suspendu pour dopage aux stéroïdes anabolisants.

## Carrière

### Palmarès
| Date | Compétition           | Lieu        | Résultat | Épreuve   | Performance |
| ---- | --------------------- | ----------- | -------- | --------- | ----------- |
| 1982 | Jeux du Commonwealth  | Brisbane    | 2e       | 4 × 100 m | 39 s 30     |
| 1984 | Jeux olympiques d'été | Los Angeles | 8e       | 100 m     | 10 s 35     |
| 1984 | Jeux olympiques d'été | Los Angeles | 3e       | 4 × 100 m | 38 s 70     |

### Records
| Épreuve    | Performance | Lieu    | Date |
| ---------- | ----------- | ------- | ---- |
| 100 mètres | 10 s 19     | Inconnu | 1982 |
| 200 mètres | 20 s 22     | Inconnu | 1982 |